# Precipitate EP
Precipitate EP — второй мини-альбом американской пост-панк группы Interpol. Группа самостоятельно выпустила Precipitate в 2001 году на компакт-дисках ограниченным изданием в 500 экземпляров; позднее, в этом же году, мини-альбом был издан повторно, но опять же в количестве лишь 500 дисков. В оригинальной версии обложка Precipitate была монотонного серого цвета с розовой надписью «Interpol»; с переизданием надпись сменилась на белую.
Мини-альбом Precipitate EP содержит две песни, которые, впоследствии, так и не появились ни на одном полноценном альбоме группы — это песни «Precipitate» и «Song Seven» (первая также содержалась на мини-альбоме Fukd ID #3). Песня «A Time to Be So Small» появилась на альбоме Antics 2004 года, с несколько отличающимся звучанием и вокалом.

## Список композиций
1. «Precipitate» — 5:35
2. «Song Seven» — 4:41
3. «PDA» — 5:35
4. «A Time to Be So Small» — 5:45